# فلاس (آرکانزاس)
فلاس (به انگلیسی: Floss) یک منطقهٔ مسکونی در ایالات متحده آمریکا است که در شهرستان واشینگتن، آرکانزاس واقع شده‌است. فلاس ۳۳۰ متر بالاتر از سطح دریا واقع شده‌است.